# سرعة نسبية
السرعة النسبية (بالإنجليزية: relativistic speed)‏ هي سرعة تُمثّل جزء من سرعة الضوء، وتُحسب وفقًا لتقدير علمي يضع في الحسبان النسبية الخاصة. والجسيم النسبي هو جسيم دون ذري يتحرك بسرعة نسبية.
ومن المستحيل تحديد الحد الذي عنده يُصبح الجسيم نسبيًا، ولكن يمكن وصف الجسيم بأنه أصبح نسبيًا عندما تعجز ميكانيكا نيوتن أن تعطي وصف دقيق للسرعة بهامش خطأ أقل من 1%.